# Pope Talagi
Tahafa Pope Talagi, né en 1937 ou 1938 et mort en juillet 1984, est un homme politique niuéen.

## Biographie
Il naît dans ce qui est alors la colonie néo-zélandaise de Niué. Après une formation à l'enseignement à Malua aux Samoa néo-zélandaises, il devient enseignant dans un lycée public mixte anglican à Niué,. Il travaille ensuite dans l'administration publique et est l'un des fondateurs de la société de radiodiffusion publique du pays, l'ancêtre de la Broadcasting Corporation of Niue (en).
Il entre en politique en se présentant aux élections législatives niuéennes de 1975, les premières après l'entrée en vigueur du statut de Niué comme État en libre association avec la Nouvelle-Zélande, c'est-à-dire son indépendance en matière de politique intérieure. Il se présente au scrutin national, c'est à dire qu'il est l'un des seize candidats briguant les six sièges pourvus au scrutin national plutôt qu'au scrutin de village. Il obtient le meilleur résultat du pays, avec une très nette avance sur le deuxième candidat, Togia Viviani, et entre ainsi au Parlement de Niué. Il s'avère être « un excellent député »,. 
Avant les élections de 1984, malade, il se rend en Nouvelle-Zélande pour y être soigné. Il remporte malgré tout à nouveau le plus de voix de tous les candidats, mais meurt peu de temps après, à l'âge de 46 ans.